# Гит Гай
Гит Гай (швед. Birgit Agda Holmberg, 13 июля 1921 — 2 июля 2007) — шведская артистка и певица.

## Биография
Биргит родилась в Карлсхамне в 1921 г. Её родители хотели, чтобы она получила хорошее музыкальное образование и стала концертной пианисткой, поэтому отправили её учиться в музыкальную консерваторию Musikhögskolan i Malmö в Мальмё. Однако она предпочла карьеру артистки.
В 1947 г. Биргит в качестве примадонны выступала в известных летних ревю режиссёра Сигге Хоммерберга. В следующем году она выступала в парке Грёна Лунд Стокгольма в ревю Кларта Грёнана. В 1949 году она выступала с Карлом Герхардом в ревю Där de stora torskarna gå på в цирке Гётеборга. Она выступала с ним в новогодней программе ревю, и он предложил ей взять сценический псевдоним «Гит Гай».
Гит Гай сотрудничала с многими артистами: с Оке Сёдерблумом пела и танцевала в спектакле Ge mig en lektion i kärlek, который с успехом шёл три года, с Нильсом Поппе и Альбертом Гаубьером выступала в Södra Teatern в Мальмё, с Хагге Гейгертом участвовала в шоу в Уддевалле.
В 1960 г. Гит Гай создала свою танцевальную группу «Gits Gayshor», организовала программу, хореографию и костюмы и выступала с ней в Lorensbergsteatern в Гётеборге в ресторанном шоу — это было первое шоу подобного рода в Швеции. Перед этим она в поисках вдохновения побывала в Лас-Вегасе, в поисках тканей для костюмов посетила Париж. В Lorensbergsteatern она дала 20 представлений, гостевые представления она проводила в Hamburger Börs в Стокгольме. Она выступала с Берт-Оке Варгом, Стен-Оке Седерхёком, Куртом Боркманом, Фредом Окерстрёмом.
В начале 1990-х гг. Гит Гай в Лисеберге вела развлекательную программу Välkommen till Göteborg («Добро пожаловать в Гётеборг»), которая транслировалась по телевидению. Последняя передача с её участием состоялась в 1991 г.
Гит Гай умерла 2 июля 2007 г., похоронена 17 июля 2007 г. в Мальмё.
В честь Гит Гай названа стипендия (Git Gay-stipendiet) в 100 000 крон.

## Личная жизнь
Гит Гай замужем была трижды: в 1945—1948 гг. с Арне Хильденом, в 1948—1953 гг. — со Стигом Сванбергом, с 1953 г. — с Леннартом Карпом. В последнем браке она родила дочь Камиллу Карп.